# Fuchs (famiglia)
I Fuchs sono un'antica famiglia nobile della Franconia, che si sviluppò in numerose stirpi e fu menzionata per la prima volta nei documenti nel 1218 con i Fuchs von Stockheim e nel 1220 con “Albertus Vulpes” (Fox). La famiglia Biedermann viene fatta risalire al 1293.

## Storia
I Fuch furono menzionati per la prima volta nei documenti come "ministeriale" all'inizio del XIII secolo. I primi possedimenti si trovano tutti nella zona di Schwanberg, nel distretto di Kitzingen. Verso la fine del secolo la famiglia si divise in numerose linee, le più antiche delle quali sono Stockheim, Suntheim e Dornheim. I Fuchs von Kannenberg appartengono probabilmente a una tribù diversa.
I Fuch erano al servizio dei vescovati di Würzburg e Bamberga, nonché dei conti di Henneberg e dei margravi di Ansbach. Ricoprirono numerose cariche laiche ed ecclesiastiche, ad esempio vi furono due vescovi di Bamberga e 27 canonici.

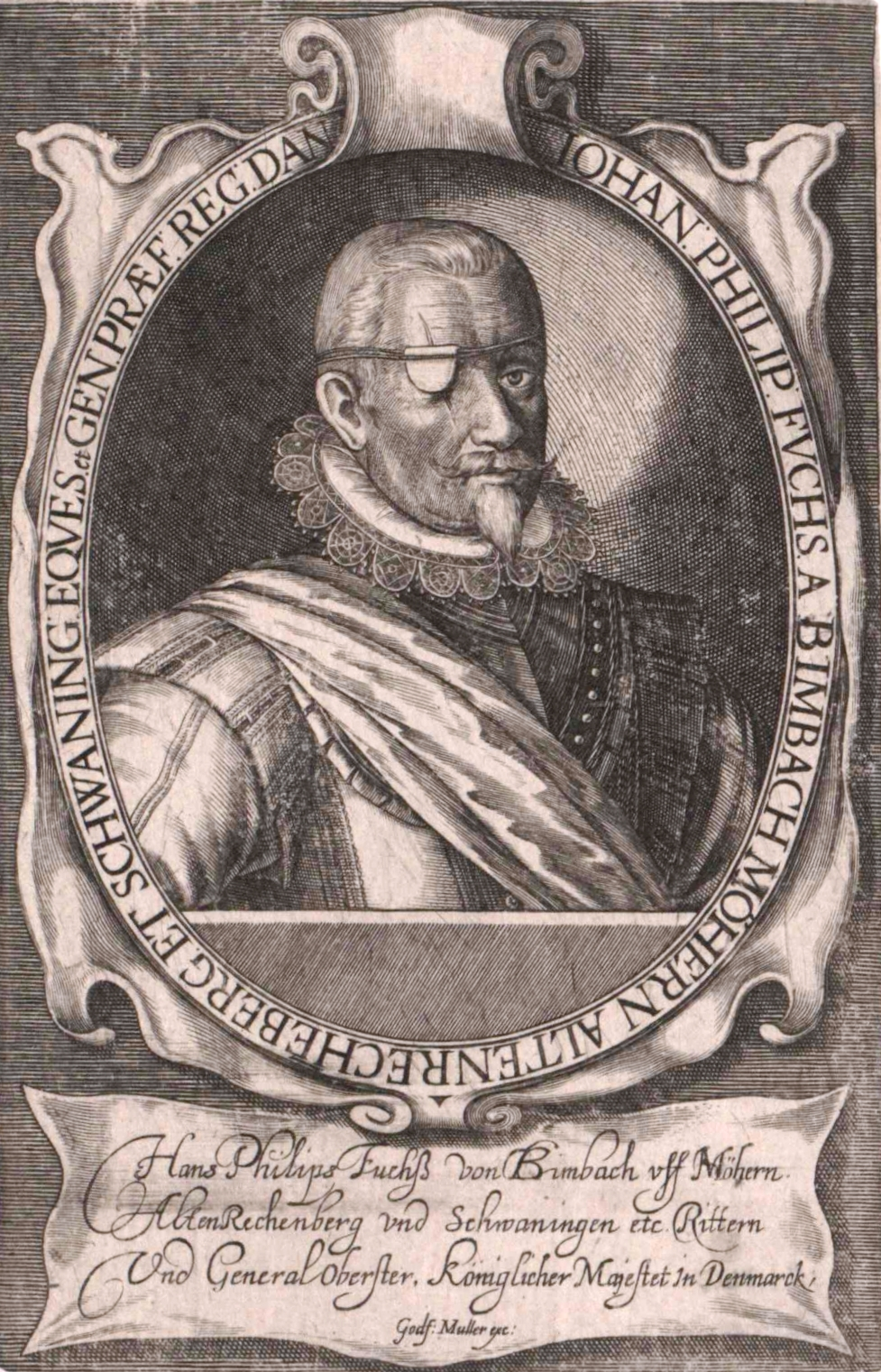
Johann Philipp Fuchs von Bimbach

## Esponenti illustri
- Hartung Fuchs von Dornheim (1450-1512), maestro di corte e diplomatico
- Thomas Fuchs von Wallburg (?-1526), capitano imperiale a Ratisbona
- Hans Fuchs von Wallburg (?-1553), capitano imperiale a Ratisbona
- Georg Fuchs von Rügheim (1519-1561), vescovo di Bamberga
- Johann Georg II Fuchs von Dornheim (1586-1633), principe vescovo di Bamberga
- Hans Philipp Fuchs von Bimbach (1567-1626), colonnello militare e consigliere privato, costruttore del castello di Unterschwaningen, generale danese sotto Cristiano IV di Danimarca